# مدرسة قرطاج الدولية
مدرسة قرطاج الدولية (بالإنجليزية: International School of Carthage؛ بالفرنسية: École internationale de Carthage) هي مدرسة تونسية خاصة ذو توجه عالمي. تقع في مدينة قرطاج في العاصمة تونس. هي ثاني مدرسة عالمية في تونس، الأولى هي مدرسة تونس الدولية اكتي تأسست في 1999. المدرستين تدرسان بنظام التدريس الفرنسي.

## التاريخ
تم إنشاء المدرسة في 2007 من قبل ليلى بن علي زوجة الرئيس التونسي المخلوع زين العابدين بن علي وسهى عرفات زوجة الزعيم الفلسطيني الراحل ياسر عرفات. ليلى بن علي تلقت مجانيا أو بدينار واحد رمزي حسب عبد العزيز بالروحي، قطعة الأرض التي بنيت عليها المدرسة وذلك من الحكومة التونسية.

بعد الثورة التونسية، وكبقية المؤسسات والشركات التابعة لعائلتي بن علي والطرابلسي أصبحت تحت إشراف الدولة.

## التعليم
المدرسة تقدم تعليم يتراوح بين رياض الأطفال إلى المعهد الثانوي ويتناسب مع نظام التدريس الفرنسي. التعليم يدرس بالفرنسية ولكن جزء هام آخر يقام بالإنجليزية وبالعربية. يوجد أيضا سلكين دوليين أين تكون هناك تدريس باللغتين الأجنبيتين كثيفة.

في السلك الثانوي، الطلاب يمكنهم القيام بأحد الشهادات التالية:
- باكالوريا اقتصادية واجتماعية.
- باكالوريا علمية.
- باكالوريا أدبية.

في سبتمبر 2010، تم إنشاء مدرسة ثانية تابعة لها، وهي كينغ سكول (King School)، تقدم تدريس أغلبه بالإنجليزية وتطبق نظام التعليم البريطاني، تقع في الجناح الجنوبي للمدرسة الدولية. تم غلق هذه المدرسة الجديدة في يونيو 2011، بسبب شكوك حول وضعها القانوني، ولكن فتحت ثانية أبوابها في السنة الدراسية الجديدة في 2011، ولكن هذه المرة كتابعة لمدرسة قرطاج الدولية مهتمة باللغة الإنجليزية، قبل أن تتمتع بمباني مستقلة في 2012.

## مقالات ذات صلة
- التعليم في تونس
- مدرسة تونس الدولية

## روابط خارجية
- الموقع الرسمي.